# Эрколе III д’Эсте
Эрколе III д’Эсте (итал. Ercole III d'Este), или Эрколе III Ринальдо д’Эсте (итал. Ercole III Rinaldo d'Este; 22 ноября 1727, Модена, герцогство Модены и Реджо — 14 октября 1803, Тревизо, Венецианская область) — последний герцог Модены и Реджо из дома д’Эсте, после аннексии домена по Люневильскому миру получил титул герцога Бресгау и Ортенау.

## Биография
Эрколе Ринальдо д’Эсте родился в Модене 22 ноября 1727 года. Он был сыном Франческо III д’Эсте, герцога Модены и Реджо и принцессы Шарлотты Аглаи Орлеанской, дочери Филиппа II, герцога Орлеанского и принцессы Франсуазы Марии де Бурбон.
В 1741 году, по воле отца, который стремился обеспечить владениям дома д’Эсте выход к Тирренскому морю, наследный принц женился на Марии Терезе Чибо-Маласпина, герцогине Массы и Каррары. Брак не был счастливым. После рождения двух детей, дочери и сына, самом начале совместной жизни, наследный принц начал открыто изменять жене. Супруги стали жить раздельно. Эрколе Ринальдо остался при дворе в Модене, в то время, как Мария Тереза переехала в Реджо-нель-Эмилию.
В 1780 году он вступил на престол герцогства Модены и Реджо под именем Эрколе III. Спустя десять лет герцог овдовел. В 1795 году он заключил морганатический брак с одной из своих давних любовниц.
Эрколе III был просвещенным, талантливым и добродушным правителем. Он продолжил реформы, начатые его отцом. Строил мосты и дороги, улучшив инфраструктуру герцогства. В 1785 году основал Академию художеств. Во время его правления процветала культура и наука. Герцог покровительствовал учёным, таким, как Ладзаро Спалланцани, Джамбаттиста Вентури, Джироламо Тирабоски, Лодовико Риччи.
Вторжение армии Французской республики под командованием Наполеона Бонапарта заставило Эрколе III покинуть герцогство. 7 мая 1796 года он бежал в Венецию, взяв с собой только личные средства, оставив государственную казну нетронутой. Несмотря на это, герцог был обвинён французскими оккупантами в обратном. Они догнали его перед Венецией и ограбили. После этого Эрколе III переехал в Тревизо.
В 1796 году его владения были включены в состав, образованной оккупационной администрацией, Циспаданской республики. По мирным договорам в Кампо-Формио в 1797 году и Люневилле в 1801 году, в качестве компенсации за утраченные домены Эрколе III получил герцогства Бресгау и Ортенау. Он умер в Тревизо 14 октября 1803 года, так и не сумев вернуть владения дома д’Эсте.

## Браки и потомство
В Массе в 1741 году наследный принц Эрколе Ринальдо д’Эсте, будущий герцог Модены и Реджо под именем Эрколе III, женился на Марии Терезе Франческе Чибо-Маласпина (29.06.1725 — 25.12.1790), герцогине Массы и Каррары, дочери Альдерано I Чибо-Маласпина, герцога Массы и князя Каррары и Риччарды Гонзага, графини Новеллара. В этом браке родились два ребёнка:
- Мария Беатриче Риччарда д’Эсте (07.07.1750 — 14.11.1829), последняя герцогиня Массы и княгиня Каррары, вышла замуж за Фердинанда Габсбурга, эрцгерцога Австрии (01.06.1754 — 24.12.1806);
- Франческо Ринальдо д’Эсте (04.01.1753 — 05.05.1753), умер вскоре после рождения.

В Модене в 1795 году вдовствующий герцог сочетался морганатическим браком со своей многолетней любовницей Кьярой Марини (ум. 1800), которой до этого даровал формальный титул маркграфини Скандьяно. От неё герцог имел бастарда Эрколе Ринальдо д’Эсте (1770 — 16.02.1795), маркгарафа Скандьяно и генерала моденской милиции.